# Krivoštianka
Krivoštianka (549 m n.p.m.) – szczyt górski w Górach Humeńskich – skrajnym zachodnim paśmie Wyhorlatu w Łańcuchu Wyhorlacko-Gutyńskim. Najbardziej wysunięty na zachód szczyt Wyhorlatu.
Piesze szlaki turystyczne:
- Krivošťany – Krivoštianka (szlak przebiega nieco na południe od szczytu) – Plušťie – zamek Jasenov